# Gustaf Fröding
Gustaf Fröding, född 22 augusti 1860 på Alsters herrgård i Karlstads socken, Värmlands län, död 8 februari 1911 i Stockholm, var en svensk författare, journalist och poet. En av hans mest välkända diktsamlingar är Stänk och flikar från 1896 som bland annat innehåller dikten En morgondröm ledde till ett uppmärksammat åtal, men han är även känd för att ha publicerat dikter på värmländsk dialekt. Fröding tillbringade långa tider på vårdinstitutioner på grund av psykisk ohälsa, men hans faktiska diagnos är omdiskuterad. Han avled till följd av alkoholism och diabetes.
År 1891 gav han ut sin första diktsamling, Guitarr och dragharmonika som snabbt vann stor popularitet. Den följdes 1894 av Nya dikter och 1896 av Stänk och flikar. Utöver dessa gav han även ut ett par mindre publikationer med dikter, innan hans psykiska sjukdom 1899 blev för svår. Tack vare god vård blev han så småningom bättre, men aldrig fullt återställd. Fröding var och förblev en bruten man, och levde sina sista år ett tillbakadraget liv på lantstället Villa Gröndal, på Södra Djurgården i Stockholm. Han avled i Stockholm den 8 februari 1911. Före sin bortgång nominerades han som kandidat till Nobelpriset i litteratur 1911, men eftersom han gick bort gick han miste om möjligheten att erhålla priset.

## Biografi

### Tidiga år

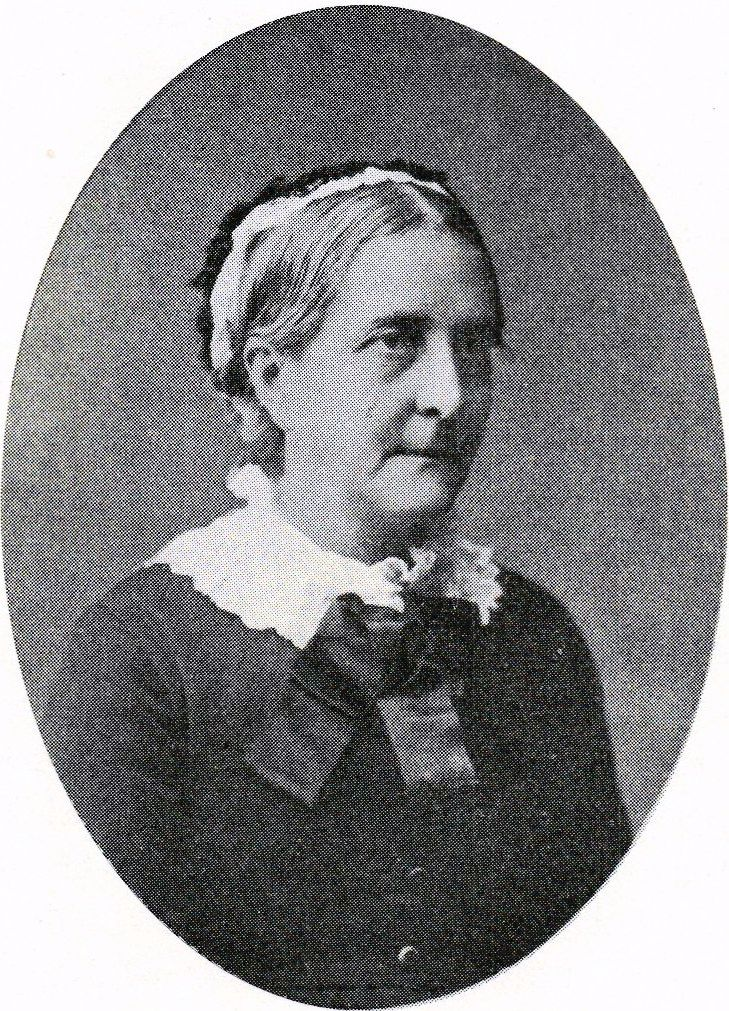
Emilia Fröding, mor till Gustaf.

Gustaf Fröding föddes den 22 augusti 1860 på Alsters bruk i Värmland. I hemmet förekom musik och humanistisk bildning men även sjukdom. Fadern Ferdinand Gustaf Fröding (1826–1881), som var löjtnant, led av depression och lungsjukdom. När Gustaf föddes hade modern Emilia Agardh (1827–1887), dotter till Carl Adolph Agardh, redan angripits av psykisk sjukdom, så svår att hon måste söka vård. 
Redan under skoltiden var Fröding förtrogen med svensk poesi och skönlitteratur. År 1867 flyttade familjen in som hyresgäster på Nya Kyrkogatan 5 i Kristinehamn, blev ägare till huset 1872 och lämnade gården 1882. Gustaf lämnade hemmet ett år tidigare, efter faderns död. Fadern begravdes på Kristinehamns gamla kyrkogård söder om kyrkans kor, där även systern Anna ligger begravd. 
Hans stora intresse för litteratur gjorde att han inte hade mycket tid eller lust över för andra studier vid Uppsala universitet, där Fröding inskrevs som student 1880. Under sin studenttid hörde Fröding till den radikala ungdomens skara. Han svärmade för de frisinnade åsikterna och "drack sig full av moderna idéer", såsom han själv uttryckte det. Han tog aldrig någon examen utan övergav Uppsala efter fyra år och återvände till Värmland för att fortsätta med sitt intresse vilket var att skriva dikter och poesi.
Fröding blev reguljär medarbetare på Karlstads-Tidningen, där han 1886 fick fast anställning som litteraturanmälare, kåsör och referent. Med undantag av perioderna när han på grund av psykisk ohälsa måste söka vård, tillhörde Fröding redaktionen fram till 1896. Långa tider skötte han sitt arbete mycket ordentligt, men så fick han perioder då begäret efter bedövningsmedel tog överhand med honom. Då kunde han plötsligt försvinna från staden och återfanns vanligen i fullkomligt hjälplöst tillstånd på något avlägset ställe. Han visste då ofta inte själv hur han kommit dit.
Frödings utomäktenskapliga son, Johan Johannesson, föddes den 19 november 1887 i Karlstad. Mor till Johan var Kristina Johannesson. Fröding kom under sin livstid aldrig att öppet erkänna faderskapet till Johan. Under 1990-talet kunde faderskapet bekräftas genom upptäckten av bland annat brev som Fröding skrivit till Kristina och genom intervjuer med och information från Johans barn.

### Debuten
I maj 1891 publicerades Frödings debutbok Guitarr och dragharmonika på Albert Bonniers förlag. Med sin kombination av folklighet, värme, musikalitet, romantiska motiv och teknisk virtuositet blev den en stor framgång hos både kritiker och publik. Fröding inspirerades av Verner von Heidenstam och så småningom fick de kontakt med varandra. I september 1894 skrev Fröding ett brev till Heidenstam och när Heidenstam gifte sig med Olga Wiberg på Blå Jungfrun den 28 juli 1896 var Fröding inbjuden, tillsammans med sin syster Cecilia. De flesta av bröllopsgästerna träffades åter hos Heidenstam i Sandhamn senare samma sommar. Fröding hade då med sig korrekturet till sin kommande diktsamling Stänk och flikar. Hans förläggare Albert Bonnier var tveksam till en av dikterna, En morgondröm, och bad Fröding överväga att stryka dikten. I Sandhamn gav författarkollegorna Fröding modet att låta dikten vara kvar i diktsamlingen.

### Rättegång och psykisk ohälsa
När Stänk och flikar publicerades hösten 1896 väckte dikten En morgondröm stor uppmärksamhet. Kritikern Karl Warburg skrev: "Här sparas inga ord, ej ens de grövsta [...] Även den som är en svuren fiende till allt pryderi, all tillgjord sedlighet, måste känna sig frånstött både moraliskt och estetiskt, när som här enstaka ställen erinra [...] mera om vissa populärmedicinska böcker än om poesi." Den 9 oktober beordrade justitieministern att upplagan tillfälligt skulle tas om hand och Fröding åtalades för osedlighet i skrift. Vid rättegången den 27 november blev Fröding frikänd efter endast två timmars överläggning av juryn men den negativa uppmärksamhet och ryktesspridningen om honom, frestade på Frödings redan bräckliga psyke – något han aldrig skulle hämta sig ifrån. De upprörda recensionerna och skvallret bottnade i den tidens strikta syn på sexualmoral och litterär korrekthet men beskyllningen att han hade beskrivit kvinnor på ett ofint och "liderligt" sätt var extra känsligt för honom. Han ansattes av samvetskval och ännu på sin dödsbädd hänvisade han till sina goda motiv.

### Sjukdom och andlighet
Under resten av sitt liv vistades han ofta på vårdhem och mentalsjukhus för sin alkoholism och sina psykiska problem. Från och till under första halvan av 1890-talet tillbringade han flera år på anstalten Suttestad i Lillehammer i Norge, där han bland annat sammanställde sin tredje diktsamling Stänk och flikar, publicerad 1896. Stora delar av materialet till diktsamlingen hade han påbörjat under en tidigare ettårig vistelse på Kahlbaums mentalsjukhus i Görlitz i Tyskland.
Fröding har kallats "tillvarons utlänning". Hur det kan kännas att stå utanför, att vara en utomstående vid sidan av livet, kan man läsa i dikten En ghasel som han skrev under en vistelse i Suttestad. Där skriver han bland annat:
| ” | Jag vill jag vill, jag skall, jag måste ut och dricka liv, om blott för en minut, jag vill ej långsamt kvävas bakom gallret Ty i mig själv är smitt och nitat gallret, och först när själv jag krossas, krossas gallret. | „ |

Under denna period i Norge skickade han också hem ett antal texter och kåserier till Karlstads-Tidningen där han bland annat skrev om den politiska situationen i Norge.

### Frödings visioner

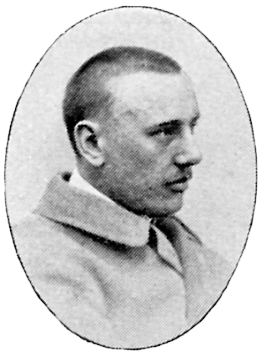
Konstnären Gustaf Fjæstad (på bilden) konstaterade att Frödings diktning allt mer påverkades av teosofin.

Under sjukdomstiden började Fröding intressera sig för esoteriska tankar och visioner, vilket bland annat kommenterades av konstnären Gustaf Fjæstad som konstaterade att Frödings diktning mer och mer påverkades av detta tankegods. Vid tiden läste Fröding Leibniz, Nietzsches filosofi och översatte dikter av bland andra Goethe. Även Tolstoj, Spinoza, Blavatsky, Platon och Buddha bidrog till hans nya världsbild. Fröding uttryckte allt mer tankar kring altruism och kärlek till allt levande. Denna insikt om enhet i mångfald var viktig för hans världsbild och utgör ett centralt tema i hans senare diktning. I dikten I ungdomen identifierar han sig inte bara med allt levande, utan också en önskan att vara ett med själva kosmos:
| ”                             | Det är, som om vinden ett budskap mig bär om lyckliga dagar, som randas, mitt blod är i oro, jag tror jag är kär — i vem? — ack i allt, som andas. Jag ville, att himlens och jordens allt Låg tätt vid mitt hjärta i flickgestalt. | „ |
| – Ur Gitarr och dragharmonika | |   |

Detta intresse för mystiken och det esoteriska blir allt tydligare efter 1894 och märks inte minst i Gralpoesin. Fröding utvecklade sin egen livsfilosofi som han kallade för sin ”världsharmoni”. Där är själva evolutionen en levande kosmisk process som han själv samspelar med, både i dröm och i vaket tillstånd, och där allt har medvetenhet, från atomer till solsystemet, vilket diktsamlingen Gralstänk avhandlar. Ett annat exempel på denna idé om att vara integrerad i livet och kosmos, framgår i hans julaftonkrönika i Karlstads-Tidningen 1892. År 1898 beskrev han sin "världsharmoni" i två pamfletter: Om Jagmedvetandet och Om lifsmonader. 

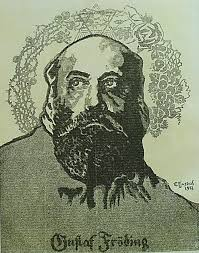
Träsnitt av Gustaf Fjæstad föreställande den äldre Fröding.

### Ida Bäckmann
Under julen 1898, det vill säga samma år som han gav ut de två pamfletterna, skrev hans syster Cecilia in honom på Uppsala hospital i Ulleråker, under professor Frey Svensons vård. Här fick han ofta besök av journalisten och lärarinnan Ida Bäckmann, som träffat honom i Lillehammer 1895. De brevväxlade fram till 1904, då Cecilia förbjöd henne att besöka honom på Uppsala hospital.
Efter Frödings död 1911 blev Ida Bäckmann anställd som guvernant i Gustaf Fjæstads familj i Arvika. Samma år skrev hon en bok om Fröding, där hon beskriver deras samtal och brevväxling. Boken gavs ut 1913 och väckte stor uppmärksamhet.

### Den sista tiden, begravning och gravplats

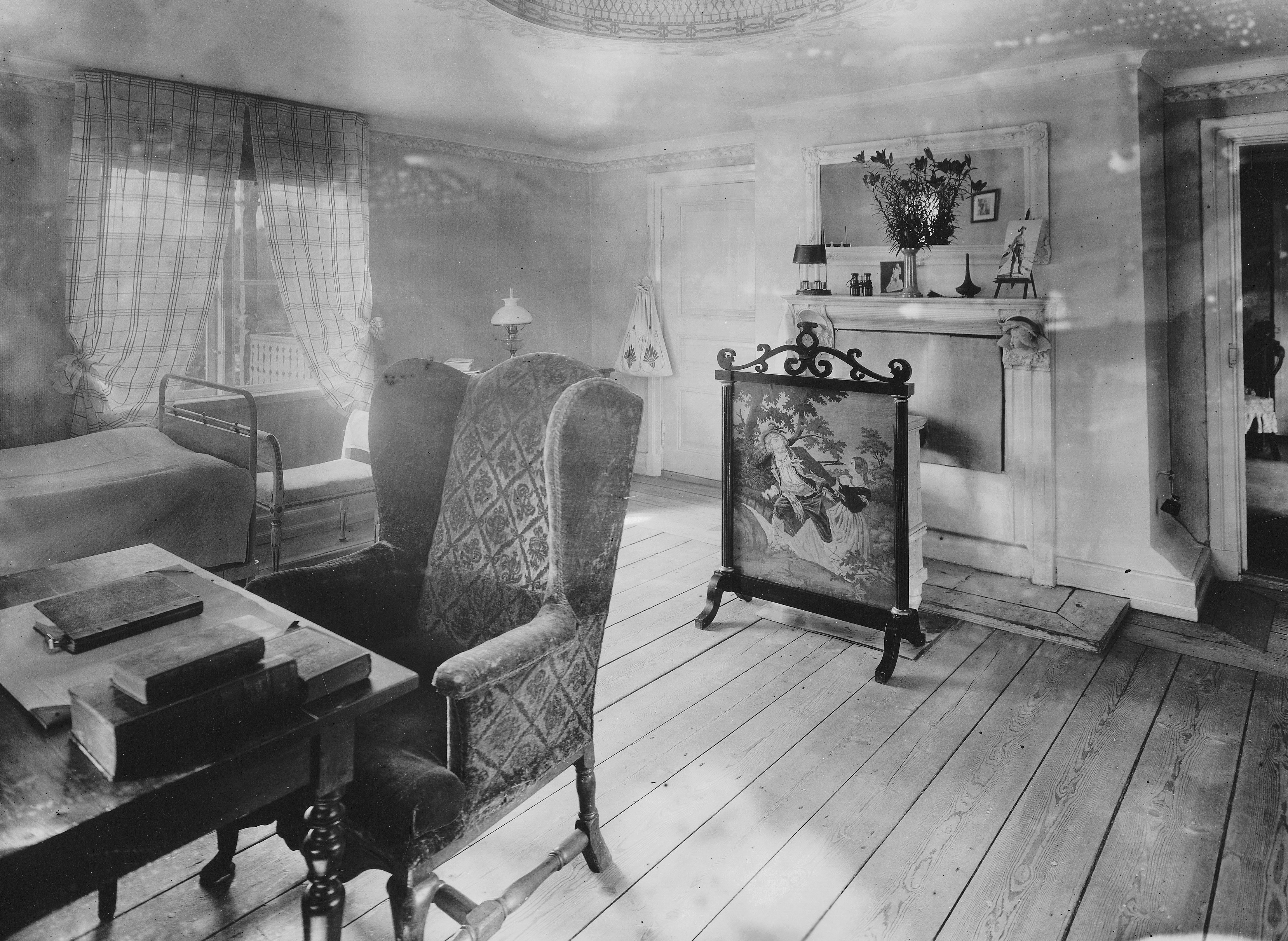
Frödings arbetsrum i Villa Gröndal, 1911.

När Fröding skrevs ut från Ulleråker 1905 flyttade han till Villa Gröndal på Djurgården i Stockholm, där Signe Trotzig blev hans vårdare. Hans hälsa var märkt av alkoholism och diabetes. Trotzig stannade hos honom till hans död. Fröding insjuknade akut i slutet av januari 1911, och vårdades därefter i Villa Gröndal fram till sin död kl. 08.50 den 8 februari. Han jordfästes i Klara kyrka, förrättad av Nathan Söderblom och kortegen genom Stockholm kantades av 200 000 sörjande. Med järnväg fördes sedan Frödings stoft till Uppsala, där han gravsattes på gamla kyrkogården.
Under oerhörd uppslutning och allmänt deltagande högtidlighölls hans begravning. Blommor hade sänts till båren av Sveriges kungapar, av Uppsala och Lunds universitet, av Svenska Akademien och många korporationer och enskilda. Värmlands nation i Uppsala åtog sig ansvaret att ta hand om Frödings grav för all framtid, och det var mycket tack vare nationens stora engagemang som en lyckad insamling för detta kunde genomföras. Frödings gravmonument ritades av konstnären Carl Eldh och kom på plats 1925. Även Frödings systrar, Cecilia och Hedda, ligger begravda jämte sin bror. Länge var deras gravar inte utmärkta, men 2010 gjordes även gravstenar för systrarna, på bekostnad av Värmlands nation.

## Eftermäle

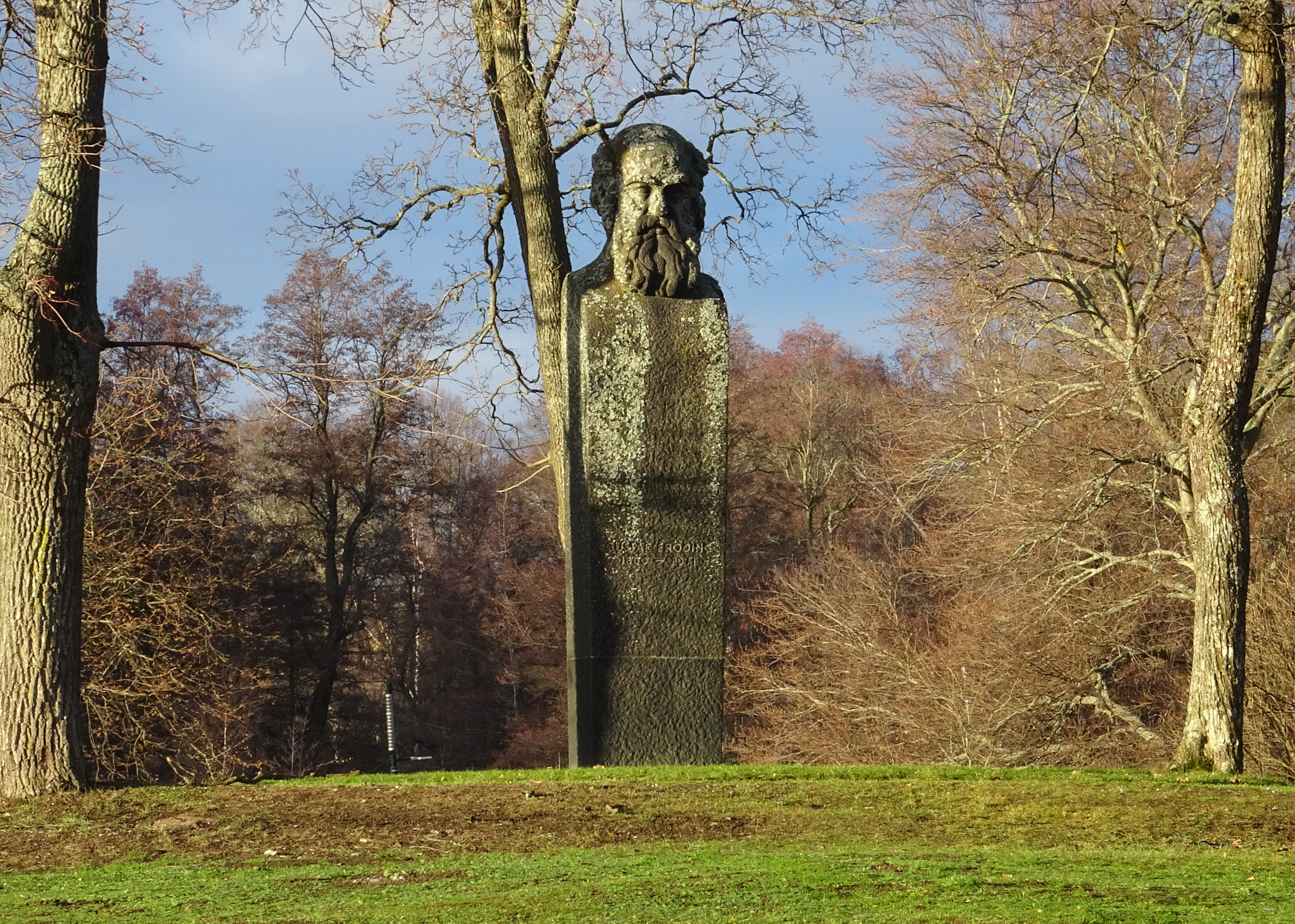
Gustaf Fröding, skulptur av Erik Rafael-Rådberg på Djurgården i Stockholm.

Fröding nominerades 1911 till nobelpriset i litteratur av Adolf Noreen och S.J. Boëthius. Då han avled samma år blev han dock inte aktuell för priset. Men i Nobelkommitténs utlåtande från det året omnämns han som att han skulle ha varit en tänkbar kandidat men nu "lämnat det jordiska och stå höjd över timligt beröm eller tadel".[källa behövs]
Historien kring Frödings hjärna uppmärksammades 2022 av författaren och serieskaparen David Liljemark i Nya Wermlands-Tidningen. Hjärnan togs om hand efter obduktionen 1911, och Frödings läkare Ernst Olof Hultgren påbörjade en undersökning av den året därpå. Enligt en artikel i Svenska Dagbladet den 27 juli 1943 fanns hjärnan då utställd "på hedersplats" på Karolinska sjukhuset. Under en period (möjligen från 2004) rådde viss osäkerhet kring vilken som var Frödings hjärna, då namnetiketten hade avlägsnats från glasburken; likaså var motsvarande namnetikett borttagen från en glasburk med Gustaf Retzius' hjärna. En patolog, Birgitta Sundelin von Feilitzen, hade dock lagat Frödings hjärna några år tidigare medan namnen ännu fanns kvar på burkarna, då skaldens hjärna hade fallit isär i två delar. I slutet av 2022 redde hon ut osäkerheten, genom att undersöka bägge hjärnorna där hon identifierade Frödings hjärna, som hon hade lagat cirka 20 år tidigare. En uppdaterad och förlängd version av Liljemarks NWT-artikel "Jakten på Gustaf Frödings hjärna" ingår i "Ett liv efter detta", Gustaf Fröding-sällskapets årsbok LVI (2024). Våren 2025 återlämnades hjärnan till Medicinhistoriska museets lager i Tumba.
Agneta Elers-Jarleman skrev musikpjäsen Kärleksköparen - Fröding naked för Stockholms stadsteater 2008 med musik av Gunnar Edander. 
Sven Wollter turnerade 2010 för Riksteatern med monologen En dåres sånger av Carl Otto Evers, som utspelar sig under Frödings tid på Gröndal. Tiden på Uppsala hospital har också blivit stoff till en pjäs skriven av Gottfried Grafström; Sjung vackert om kärlek, som bland annat sattes upp på Dramaten.
Frödings födelse högtidlighålls varje år med Frödingfirande av Värmlands nation i Uppsala, med kransnedläggning vid graven och Frödingfika i nationshusbyggnaden.
Asteroiden 10122 Fröding är uppkallad efter honom.

### Stipendier och priser
Det finns ett flertal stipendier och priser som bär Frödings namn. Det äldsta, Uppsala studentkårs Frödingsstipendium, grundades på en nationalinsamling för att trygga den sjuklige Frödings ekonomi. Priset delas ut vart tredje år sedan 1923, efter omröstning bland medlemmarna i Uppsala studentkår. Ett annat, det årliga Gustaf Fröding-sällskapets lyrikpris, delas ut av Gustaf Fröding-sällskapet grundat 1969.
Andra exempel på priser:
- Karlstads kommuns kulturstipendium till Gustaf Frödings minne
- Uppsala studentkårs Frödingstipendium
- Gustaf Fröding-sällskapets lyrikpris
- Region Värmlands Frödingstipendium

### Minnesmärken

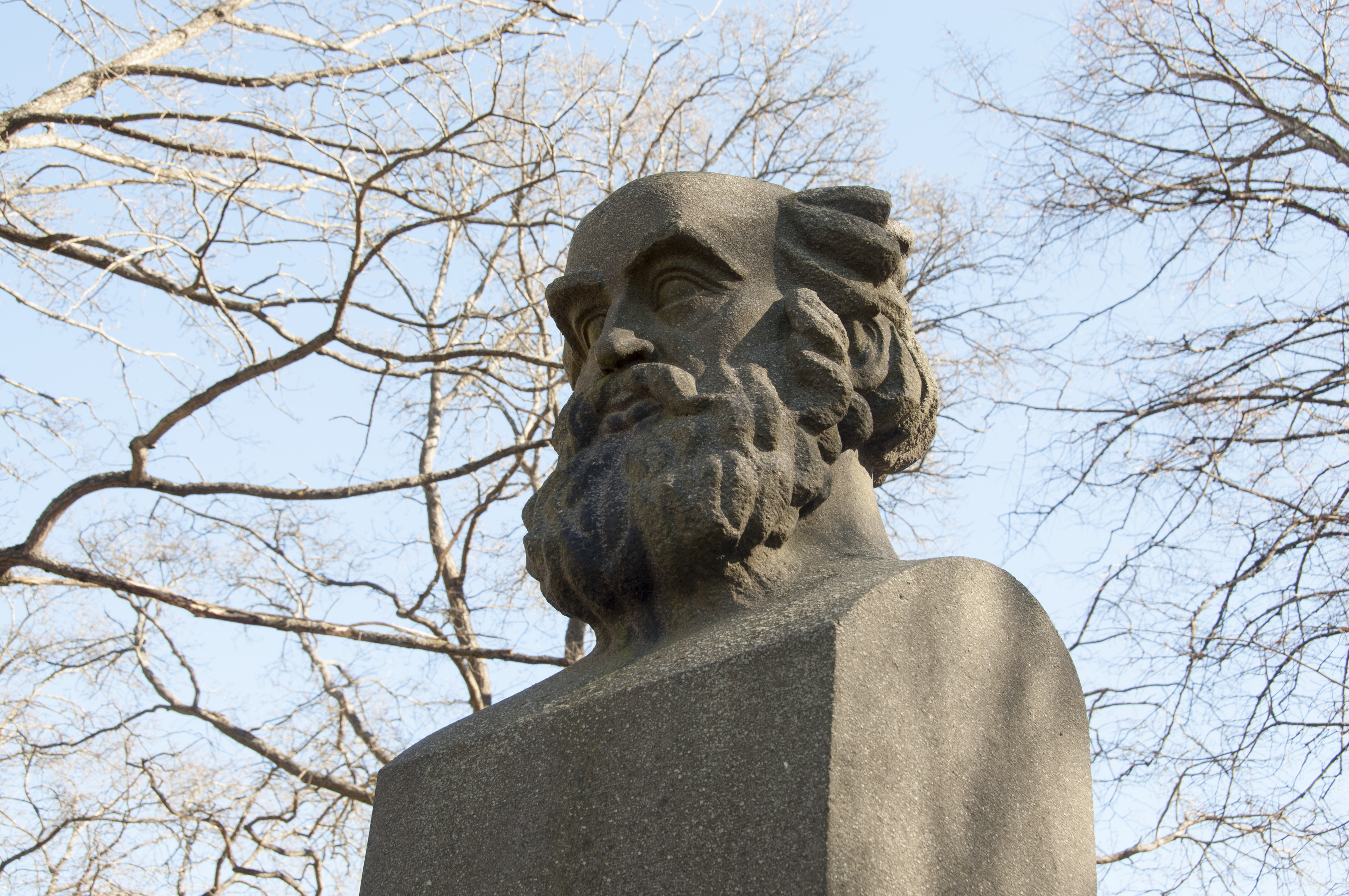
Frödinghermen i Karlstad.

Runt om i Sverige finns en rad minnesmärken över Gustaf Fröding, som:
- Frödingstenen i Alster
- Frödingstenen i Mangskog
- Frödinghermen på Djurgården av Erik Rafael-Rådberg
- Frödinghermen i Karlstad av Erik Rafael-Rådberg
- Gustaf Frödings minnesgård Alsters herrgård

## Frödings diktning
Frödings tidigare dikter ger prov på mycket humor, en skarp iakttagelseförmåga och gestaltningskraft och teknisk skicklighet. Senare, kanske delvis på grund av sin sjukdom, drogs han alltmera till det bisarra och tungsinta, och hans dikter omfattar de mest skiftande sinnestillstånd: sorglös ungdomsglädje, stolt patos, grubblande allvar, svårmod, hån och satir.[källa behövs]
I formellt hänseende har Fröding en alldeles särskild betydelse. Hans språkliga virtuositet har låtit honom uppnå de största verkningar genom suggestivt ordval och rytmisk fulländning. Han var mycket skicklig på rim, och han hade en särskild känsla för ordens välljud och klang. Trots ett outtröttligt medvetet arbete med formen och trots alla nybildningar både i fråga om ord och versmått, förlorar hans stil aldrig sin enkelhet och naturlighet.[källa behövs]
Många känner till att Fröding skrev ett antal dikter på en blandning av olika värmländska dialekter, men faktum är att denna poesi nästan bara finns i två tunna diktsamlingar, som författaren inte ens räknade med i sin utgivning.[källa behövs]
De dikter som är mest kända och lästa är alla skrivna på rikssvenska, om än med ett och annat värmländskt uttryck. Fröding beskriver ofta den värmländska naturen som vacker i sina dikter. Ett genomgående drag i Frödings diktning är sympatin för de svaga och utstötta. Dikter som "Si drömmaren kommer där" och "Världens gång" är exempel på detta.
Genom hela sitt författarskap fortsatte han att utvecklas och experimentera med språket. Hans senare produktion blev allt mer filosofiskt inriktad med dikter om ont och gott och om teologiska problem. Under sin tid på Uppsala hospital skrev han den experimentella diktsviten "Mattoidens sånger", som rönt långt större uppskattning i våra dagar än då den gavs ut kort efter hans död. I Prästen Bodenius har han skildrat sin farmors bror, den försupne prästen Emanuel Branzell som antagits vara förebild för Gösta Berling i Gösta Berlings saga.

### Dikter (i urval)
- Godt Julamot (1883 eller 1884; första gången publicerad (med kommentar) i Norrtelje Tidnings Julnummer 1911)
- Anita (1884)
- Det var dans bort i vägen (1891)
- En fattig munk från Skara (1891)
- En ghasel (1891)
- En hög visa (1891)
- Vackert väder (1891)
- Våran prost (1891)
- Jan Ersa och Per Persa (1891)
- Den gamla goda tiden (1894)
- Hans högvördighet biskopen i Växjö (1894)
- Säv, säv, susa (1894)
- Tre trallande jäntor (1894)
- En morgondröm (1896)
- Ett gammalt bergtroll (1896)
- Gråbergssång
- Lelle Karl-Johan (1896)
- Sagoförtäljerskan (1896)
- Strövtåg i hembygden (1896)

## Fröding och musiken
Musiken var viktig för Gustaf Fröding. Hans dikter är genomgående mycket musikaliska, utan att han tonsatte dem. Musiken finns i rytmen och klangen. Frödings användande av dialektala ordalag ses också som ett uttryck för hans intresse av det musikaliska i diktningen. Gustaf Frödings barndomshem var musikaliskt. Frödings far Ferdinand Fröding var militär och bruksdisponent, men också sångare och amatörtonsättare. Gustaf Frödings debutdiktsamling ifrån 1891 heter Guitarr och dragharmonika. Ett av styckena i denna diktsamling heter Värmländska låtar.
Boken Hör Fröding, av Dag Nordmark och Håkan Hagegård, behandlar Fröding och musiken.
Nedan är ett urval av låtar, sånger och tonsättningar av Gustaf Frödings dikter.
- Det var dans bort i vägen tonsattes 1899 av Helfrid Lambert. Sven-Ingvars och Zarah Leander framförde sången i Sveriges Television år 1973. Att dikten tonsattes av en kvinnlig kompositör var i slutet av 1800-talet relativt ovanligt. [27]

- Säv, säv susa, av Jean Sibelius, år 1900. Inspelad av bl a Jussi Björling.
- Tre trallande jäntor, av Felix Körling (1905).

- Gustaf Frödings jordafärd, av Verner von Heidenstam och Hugo Alfvén år 1911. Stycket skrevs till Gustaf Frödings jordfästning.

- Klunkom Welam Welamsson, av Thure Rangström, år 1917.

- Ur Kung Eriks visor för soloröst och orkester av Ture Rangström (1918)[28] och för soloröst och piano av Algot Haquinius (1915–1918).[29]

- Kung Liljekonvalje av dungen för blandad kör (1946) av David Wikander.[30]

- Ett gammalt bergtroll skrevs av Cornelis Vreeswijk, Jojje Wadenius, Tommy Borgudd och Bo Häggström. Den är inspelad av Cornelis Vreeswijk (1970). År 2007 sjöng Sofia Karlsson in sin tolkning av Ett gammalt bergtroll, då med musik av Nina Ramsby.

- Sven-Ingvars spelade in musikalbumet Sven-Ingvars i Frödingland (1971) med låtar till texter av Fröding. Särskilt omtyckt är sången Anita. Sången Anita tolkades även av Anders "Moneybrother" Wendin i tv-programmet Så mycket bättre.[31]

- Göran Fristorp sjunger Fröding (1977).
- Över 40 av Gustaf Frödings dikter har tonsatts av Torgny Björk. Bl a "Det förskräckliga levernet på kaféet" (1979) Denna visa är inspelad även av Cajsa-Stina Åkerström. [källa behövs]

- 8 sånger för tenor och piano av Daniel Stagno (2010).[32]

- Mando Diaos album Infruset (2012) innehåller låtar med texter av Fröding. Albumet tillkom i samband med 100-årsminnet av Frödings bortgång. Ifrån albumet är sången Strövtåg i hembygden särskilt omtyckt. På albumets omslagbild poserar medlemmarna i Mando Diao utan kläder. Omslagsbilden är en parafras på ett känt fotografi som togs av Gustaf Fröding, Verner von Heidenstam och Albert Engström då de hade badat på Sandhamn i Stockholms skärgård.  [33]
- Syskonkärlek - en körsvit om Gustaf Fröding av Urban Dahlberg (2018)

- Flickan i ögat är en kammaropera av Lars Edlund som bygger på Frödings dikt med samma namn.[34]

- 50 Frödingsånger tonsatta av Gunnar Edander.
- Det borde varit stjärnor tonsattes av Staffan Percy (inspelning 1979).
- En del dikter tonsattes av Axel Raoul Wachtmeister.

## Verk och bearbetningar
- ”Register över tonsättningar och inspelningar av Frödings dikter / Ingvald Rosenblad”. Fröding och musiken : några aspekter. Gustaf Fröding-sällskapets skriftserie (1969), 0347-2760 ; 6. Karlstad: Gustaf Fröding-sällsk. 1974. Libris 260597

### Skönlitteratur
- Guitarr och dragharmonika : mixtum pictum på vers. Stockholm: Bonnier. 1891. Libris 18151112. http://litteraturbanken.se/forfattare/FrodingG/titlar/GuitarrOchDragharmonika/info
  -  2. uppl., genomsedd och något tillökad. Stockholm: Bonnier. 1893. Libris 19433363. http://hdl.handle.net/2077/42476
- Tre gammaldags visor : (tryckta i år). Minnen från Skansens vårfest ; 7. Stockholm: Nordiska museet. 1893. Libris 13882111. https://litteraturbanken.se/f%C3%B6rfattare/Fr%C3%B6dingG/titlar/TreGammaldagsVisor/sida/I/faksimil?om-boken
- Nya dikter. Stockholm: Bonniers. 1894. Libris 18151007. https://litteraturbanken.se/f%C3%B6rfattare/Fr%C3%B6dingG/titlar/NyaDikter/sida/-2/etext?om-boken
- Räggler å paschaser på vårat mål tå en bonne. [1]. Stockholm: Bonniers. 1895. Libris 2797581. https://litteraturbanken.se/f%C3%B6rfattare/Fr%C3%B6dingG/titlar/R%C3%A4ggler%C3%85PaschaserI/sida/3/etext?om-boken
- Enoi, enoi. Stockholm: Iduns tryckeri. 1896. Libris 22710041. http://hdl.handle.net/2077/56668
- Räggler å paschaser på vårat mål tå en bonne : boka numra två. Stockholm: Bonniers. 1897. Libris 14845210. https://litteraturbanken.se/f%C3%B6rfattare/Fr%C3%B6dingG/titlar/R%C3%A4ggler%C3%85PaschaserII/sida/3/etext?om-boken
- Stänk och flikar: dikter (tredje samlingen). Stockholm: Bonniers. 1896. Libris 498481. https://litteraturbanken.se/f%C3%B6rfattare/Fr%C3%B6dingG/titlar/St%C3%A4nkOchFlikar/sida/3/etext?om-boken
- Fyra dikter. Svenska folkets öreskrifter, 99-1606990-5 ; 17. Stockholm: Folkupplysningsföretaget. 1897. Libris 13882112. https://litteraturbanken.se/f%C3%B6rfattare/Fr%C3%B6dingG/titlar/FyraDikter/sida/I/faksimil?om-boken
- Nytt och gammalt : dikter (fjärde samlingen). Stockholm: Bonniers. 1897. Libris 498480. https://litteraturbanken.se/f%C3%B6rfattare/Fr%C3%B6dingG/titlar/NyttOchGammalt/sida/3/etext?om-boken
- Gralstänk : ett dikthäfte. Stockholm: Bonniers. 1898. Libris 498413. https://litteraturbanken.se/f%C3%B6rfattare/Fr%C3%B6dingG/titlar/Gralst%C3%A4nk/sida/3/etext?om-boken
- Den lustiga visan jäntblig... Engelholm. 1903. Libris 2655332
- Efterskörd. 1, Vers. Stockholm: Bonniers. 1910. Libris 1277595. https://runeberg.org/gfskrifter/4/0003.html
- Efterskörd. 2, Prosa. Stockholm: Bonniers. 1910. Libris 1277596
- Reconvalescentia : Gustaf Frödings sista dikter. Stockholm: Wahlström & Widstrand. 1913. Libris 498409. https://runeberg.org/gfskrifter/4/0203.html
- Efterlämnade skrifter. Stockholm: Bonniers. 1914. Libris 1809924
  -  1, Vers. Libris 1809925
  -  2, Kåserier och paschaser. Libris 1809926
- Posthuma skrifter. [1-2]. Stockholm: Bonniers. 1918. Libris 306341
  -  [1], Kåserier. 1918. Libris 306342
  -  [2], Allvar, mer eller mindre. Libris 657635
  -  [3], Brev. Libris 1652103
- En gammal magister. Meddelanden ur Birger Mörners arkiv ; 2. Stockholm: Fritzes bokh. 1922. Libris 1487858
- Brev till en ung flicka / utg. av Olle Holmberg. Stockholm. 1952. Libris 11584
- Återkomsten och andra okända dikter / i urval av Germund Michanek. Helsingfors: Schildt. 1964. Libris 1256394
- Kåserier av Gustaf Fröding i Karlstads-tidningen 1885-1891 / red.: Claes Salomonsson ; omsl. och ill.: Herman Reyers. Karlstad: Karlstads-tidningen. 1977. Libris 7640883. ISBN 91-7410-027-0
- Gustaf Frödings brev / utgivna och kommenterade av Germund Michanek och Ingvald Rosenblad... Stockholm: Bonnier. 1981-1982. Libris 277702
  -  1, 1877-1891. 1981. Libris 277703. ISBN 9100453269
  -  2, 1892-1910. 1982. Libris 277704. ISBN 9100455636
- Värmlandstryck i Frödingland. Karlstad: Värmlandstryck. 1986. Libris 2082792
- Gustaf Fröding i Upsala nya tidning : dikter, kåserier, recensioner och insändare 1890-98 / presenterade av Germund Michanek... Uppsala: Upsala nya tidning. 1987. Libris 7792939. ISBN 9197093602
- Ur en tidningsmans anteckningar och andra kåserier valda av Lennart Bernesjö och Reidar Nordenberg. Gustaf Fröding-sällskapet, 1100-7532 ; 22. Borås: Norma. 1990. Libris 7765498. ISBN 9187584115

### Varia
- Folkskalden Robert Burns: en lefnadsteckning efter engelska källor. Studentföreningen Verdandis småskrifter, 99-0470915-7 ; 44. Stockholm: Bonniers. 1892. Libris 2655324. https://litteraturbanken.se/f%C3%B6rfattare/Fr%C3%B6dingG/titlar/FolkskaldenRobertBurns/sida/1/etext?om-boken
- Grillfängerier. 1, Heidenstam. Uppsala. 1898. Libris 2131685. https://litteraturbanken.se/f%C3%B6rfattare/Fr%C3%B6dingG/titlar/Grillf%C3%A4ngerierI/sida/1/etext?om-boken
- Grillfängerier. 2, Om härstamning ; Djurtyper i människotyper ; Om "jagmedvetandet" : en spekulativ nyck. Uppsala. 1898. Libris 2131686. https://litteraturbanken.se/f%C3%B6rfattare/Fr%C3%B6dingG/titlar/Grillf%C3%A4ngerierII/sida/1/etext?om-boken
- Om lifsmonader : ett lifsförklaringsförsök. Upsala: Upsala Nya tidning aktieb. 1898. Libris 1644335. https://litteraturbanken.se/f%C3%B6rfattare/Fr%C3%B6dingG/titlar/OmLifsmonader/sida/1/etext?om-boken
- Kusin-bref från Gustaf Fröding: med porträtt och facsimile. Stockholm: Björck & Börjesson. 1916. Libris 1652104

### Samlade upplagor och urval
- Samlade dikter. 1-2. Stockholm. 1902. Libris 1809959 - Innehåll: Guitarr och dragharmonika ; Nya dikter ; Stänk och flikar ; Nytt och gammalt.
- Samlade skrifter. 1-6 (Minnesupplaga). Stockholm: Bonniers. 1911. Libris 1809963
  -  1, Värmländska låtar ; Från staden ; Pastischer. Libris 1809964
  -  2, Kung Eriks visor ; Stämningar och bilder ; Bibliska fantasier ; Från djupen och vidderna. Libris 1809965
  -  3, Varjehanda dikter ; Översättningar ; Gralstänk. Libris 1809966
  -  4, Räggler å paschaser : på vårat mål tå en bonne. Libris 1809967
  -  5, Efterskörd 1 : vers. Libris 1809968
  -  6, Efterskörd 2 : prosa. Libris 1809969
- Samlade skrifter. 1-16. Stockholm: Bonniers. 1917-1922. Libris 40886
  -  Del 1, Ungdomsdikter. 1917. Libris 40887
  -  Del 2, Gitarr och dragharmonika. 1919. Libris 40888
  -  Del 3, Nya dikter. 1919. Libris 40889
  -  Del 4, Stänk och flikar. 1918. Libris 40890
  -  Del 5, Nytt och gammalt ; Gralstänk ; Översättningar. 1919. Libris 40891
  -  Del 6, Räggler å paschaser. 1920. Libris 40892
  -  Del 7, Efterskörd. 1921. Libris 40893
  -  Del 8, Reconvalescentia. 1921. Libris 40894
  -  Del 9, Prosa, 1. 1921. Libris 40895
  -  Del 10, Prosa 2. 1921. Libris 40896
  -  Del 11, Tidningsuppsatser, 1. 1922. Libris 40897
  -  Del 12, Tidningsuppsatser, 2. 1922. Libris 40898
  -  Del 13, Tidningsuppsatser, 3. 1922. Libris 40899
  -  Del 14, Tidningsuppsatser, 4. 1922. Libris 40900
  -  Del 15, Brev, 1  : 1877-1891. 1922. Libris 40901
  -  Del 16, Brev, 2  : 1892-1909. 1922. Libris 40902
- Skrifter. 1-6 (Jubileumsupplaga). Stockholm: Bonniers. 1935. Libris 53909
  -  1, Ungdomsdikter ; Gitarr och dragharmonika. Libris 53910. https://runeberg.org/gfskrifter/1/
  -  2, Nya dikter ; Stänk och flikar. Libris 53911. https://runeberg.org/gfskrifter/2/
  -  3, Nytt och gammalt ; Gralstänk ; Översättningar ; Räggler å paschaser. Libris 53912. https://runeberg.org/gfskrifter/3/
  -  4, Efterskörd ; Reconvalescentia. Libris 53913. https://runeberg.org/gfskrifter/4/
  -  5, Prosa. Libris 53914. https://runeberg.org/gfskrifter/5/
  -  6, Brev. Libris 53915. https://runeberg.org/gfskrifter/6/
- Dikter från Värmland / illustrerad av Stig Blomberg. Stockholm: Bonnier. 1936. Libris 1370133
- Dikter / i urval och med inledning av Harry Martinson ; [ill. av Gunnar Lindvall]... Bokklubben Svalan ; 11. Stockholm: Bonnier. 1950. Libris 1398288
- Ur Gustaf Frödings diktning / med inledning, anmärkningar, ordförklaringar och arbetsuppgifter av Evert Carlholm.. Skönlitteratur i skolan, 0583-4910 ; 17. Stockholm: Sv. Bokförl./Bonnier. 1953. Libris 1436081
- Dikter / [urval av Åke Runnquist ; illustrationer av Nisse Zetterberg]... Bonniers folkbibliotek. Stockholm: Bonnier. 1955. Libris 1451236
- Dikter / med illustrationer av Birger Ljungquist. Stockholm: Bonnier. 1960. Libris 1809696
- Gustaf Fröding : dikter och prosa / i urval av Nils P. Sundgren... Bokklubben Svalan, 99-0120395-3Svalans svenska klassiker, 99-0134162-0. Stockholm: Bonnier. 1960. Libris 2283151
- Gustaf Frödings Värmlandsdikter / faksimilutgåva av Sveriges författareförening. Stockholm: Bonnier. 1960. Libris 2283154
- Räggler å paschaser / illustr. av Olle Nordberg... Sthlm: Bonnier. 1960. Libris 12084
- Dikter / valda av Magnus von Platen. Prisma. Stockholm: Prisma. 1962. Libris 498412
- Valda dikter. Svensk dikt. Stockholm: Lindqvist. 1964. Libris 1928343
- Äventyr i Norge / utg. av Germund Michanek. Stockholm: Bonnier. 1963. Libris 633149 - Innehåll: En fjälltur i Norge ; Killebukken.
- Dikter från Värmland / teckningar av Thor Fagerkvist. Karlstad: NWT. 1970. Libris 23529
- Gitarr och dragharmonika ; Stänk och flikar. Litteratur för alla. Stockholm: Lindblad. 1971. Libris 1928333
- Min Fröding : svenska författare väljer sina favoritdikter / red. av Stig Carlson. FIB :s lyrikklubbs bibliotek, 0425-5232 ; 151. Stockholm: FIB :s lyrikklubb. 1971. Libris 9437
- I valet och kvalet : dikter om kvinnan / urval av Monica Zetterlund. Svalans lyrikklubb, 0586-0326 ; 38. Stockholm: Bonnier. 1972. Libris 7143844. ISBN 91-0-037940-9
- Ett gammalt bergtroll / bilder: Bert Olls... Stockholm: Rabén & Sjögren. 1979. Libris 7234658. ISBN 9129538386
- Samlade dikter. Stockholm: Wahlström & Widstrand. 1983. Libris 7280859. ISBN 9146144501 - Innehåll: Ungdomsdikter ; Gitarr och dragharmonika ; Nya dikter ; Stänk och flikar ; Nytt och gammalt ; Gralstänk ; Översättningar ; Räggler och paschaser ; Efterskörd ; Reconvalescentia
- Dikter ; Brev / [urval och inledning av David Gedin]... Sveriges klassiker (Gedin), 99-1303582-1. Stockholm: Gedin. 1991. Libris 7677255. ISBN 9179641040
- Ett gammalt bergtroll och andra dikter om skrömt inledning och bilder av Ewa Östergren... Hedemora: Gidlund. 1991. Libris 7668544. ISBN 9178441773
- Ett urval dikter. Alla tiders klassiker, 99-0572974-7. Stockholm: Wahlström & Widstrand. 1991. Libris 7283378. ISBN 91-46-18747-2 - Läromedel.
- Gustaf Frödings poesi / redigerad och kommenterad av Germund Michanek... Stockholm: Wahlström & Widstrand. 1993. Libris 7281792. ISBN 9146162097
- Klipp av Hans Sax : 30 kåserier / presenterade av Germund Michanek... Gustaf Fröding-sällskapet, 1100-7532 ; 27. Stockholm: Wahlström & Widstrand. 1995. Libris jswn2g6pg68bgt5g. https://litteraturbanken.se/forfattare/FrodingG/titlar/KlippAvHansSax/info
- Kärleksdikter / [dikturval av Peter & Maria Björkman]. Klassiska kärleksdiktare, 1404-0689 ; 4. Uppsala: Daisy. 1999. Libris 7795059. ISBN 91-971713-8-7
- Liv som fyllt mig, gudomsgnista : födelsedagsbok med Gustaf Frödings dikter / [valda av Knut Warmland] ; illustrerad av Stig Olson... Gustaf Fröding-sällskapets skriftserie, 1100-7532 ; 32 [dvs 33]. Stockholm: Wahlström & Widstrand. 2001. Libris 8354050. ISBN 9146181717
- Frödings landskap : ett urval av Gustaf Frödings dikter och texter / presenterade av Anita Forsnäsgård ; foto: Per Berggrén... Gustaf Fröding-sällskapets skriftserie (2000), 1650-7347 ; 41. Karlstad: Gustaf Fröding-sällskapet. 2009. Libris 11586084. ISBN 9789197630054
- Dikter från hospitalet / utgivna med inledning och kommentarer av Eva Jonsson ... Svenska författare. Ny serie, 1100-729X. Stockholm: Svenska vitterhetssamfundet. 2005. Libris 11830122. https://litteraturbanken.se/f%C3%B6rfattare/Fr%C3%B6dingG/titlar/DikterFr%C3%A5nHospitalet/sida/3/faksimil?om-boken
- De glömda texterna : journalistik av Gustaf Fröding i Karlstads-tidningen 1885-1894  / utgivna med inledning och kommentarer av Dag Nordmark... Karlstad: Karlstad University Press. 2010. Libris 11894588. ISBN 9789185335961
- Så jag målar : bilder ur Gustaf Frödings diktvärld i Hilding Linnqvists mosaik och Frödingskolans målningar / [redaktion: Maj-Lis Falck ... ; foto: Dan Nilsson]... Gustaf Fröding-sällskapets skriftserie, 1100-7532 ; 44. Karlstad: Gustaf Fröding-sällskapet. 2012. Libris 13624574. ISBN 9789198044706
- Samlade dikter. Albert Bonniers klassiker. Stockholm: Bonnier pocket. 2014. Libris 16488928. ISBN 9789174294255 - Innehåll: Gitarr och dragharmonika ; Nya dikter ; Stänk och flikar ; Nytt och gammalt ; Gralstänk ett dikthäfte ; Dikterna i Räggler å paschaser ; Efterskörd ; Mattiodens sånger ; Reconvalescentia.
- Ett spett i nacken : valda dikter. Stockholm: Murbruk. 2014. Libris 14959332. ISBN 9789197907262
- Fröding : önskedikter  / redaktion: Anita Stjernlöf-Lund, Anita Forsnäsgård... Karlstad: Bild, text & form. 2017. Libris 20799202. ISBN 9789198283143